# The Uranus Experiment
The Uranus Experiment är en pornografisk science fiction-film i tre delar från 1999, producerad av det svenska produktions- och distributionsföretaget Private Media Group. Filmen är känd för att vara delvis inspelad i mikrogravitation.

## Innehåll
Filmen, uppdelad i tre delar, är en pornografisk äventyrsfilm. En rysk och en amerikansk rymdfärja befinner sig i bana runt jorden. Farkosterna behöver göra en dockning och medan de är dockade bege sig till den sjunde planeten i solsystemet – Uranus. Ryssarna har dock en hemlig plan, där de tänker utvinna så mycket av de amerikanska astronauternas sperma som möjligt.
I en scen från den andra delen har skådespelarna Sylvia Saint och Nick Lang sex i noll gravitation i cirka 20 sekunder. Scenen spelades in under en parabolflygning.

## Rollista (urval)[6]
- Silvia Saint – Helena Sidorenko
- Wanda Curtis – Helena Vashinski
- Nick Lang – Frank Stone
- Gabriella Bond – Frank Stones fru
- Andrew Youngman – amerikansk astronaut
- John Walton – rysk kosmonaut
- Bettina Campbell – CIA-agent
- Melody Kord – KGB-agent
- Vanda Vitus – KGB-agent
- Christina Dark – dr. Olga Wiborova
- Frank Major – chef på amerikanska flygcentralen
- Tavalia Griffin – utomjording
- Julia Taylor – assistent på ryskt laboratorium
- Max Cortés – amerikansk flygkontrollant
- Olivier Sanchez – amerikansk flygkontrollant
- Caroline Cage – amerikansk flygkontrollantassistent
- Nicole Thomson – amerikansk flygkontrollantassistent

## Produktion
Filmen spelades in i Kennedy Space Center i Florida, Johnson Space Center i Houston samt i Budapest och Barcelona och på Lanzarote. Den första delen planerades ges ut i januari 1999, och den tredje och avslutande delen gavs ut i augusti samma år. Filmerna producerades i samarbete med det amerikanska bolaget Vixen och distribuerades via VHS.
Inspelningsprocessen för mikrogravitationsscenen var ur teknisk och logistisk synvinkel särskilt svår. Budgetbegränsningar tillät endast en tagning för tagningen i mikrogravitation. De andra "nollgravitation"-scenerna i filmen är fejkade. Trots detta anses filmprojektet, av producenten själv, vara ett av de dyraste i pornografiska filmsammanhang.
Filmen beskrivs som en "anal rymdopera" och innehåller musik av Liam Howlett från The Prodigy och Robert Del Naja från Massive Attack. Prodigy hade tidigare närmat sig pornografiskt material via videon till "Smack My Bitch Up" (1997), vilken inkluderade både lapdance och en explicit lesbisk sexscen.
Berth Milton Jr., dåvarande VD för Private Media Group, uttalade sig angående möjligheten för amatörer att beställa en parabolflygning i syfte att emulera filmen: "Du får inte lov att vara flygrädd, det är ett som är säkert!"

## Mottagande
Regissören och manusförfattaren John Millerman nominerades av en missnöjd grupp science fiction-författare till Nebulapriset i kategorin Bästa manus, detta som en protest mot det prisutdelande organets belöningspolitik. Filmen vann inte priset, vilket istället gick till M. Night Shyamalan för hans manus till filmen Sjätte sinnet. Andra konkurrenter i denna priskategori var Matrix, Järnjätten och The Devil's Arithmetic.